# 浅野長友
浅野 長友（あさの ながとも）は、江戸時代前期の大名。播磨国赤穂藩2代藩主。官位は従五位下采女正。

## 略歴
初代藩主・浅野長直の長男として誕生。幼名は又一郎。
明暦3年（1657年）12月17日、祖父長重と同じ従五位下采女正に任官された。寛文11年（1671年）3月5日、父の隠居により家督を相続した。このとき父の命で表高5万3000石の所領のうち、3500石を義兄の長賢に、新田3000石を長恒にそれぞれ分与したため、赤穂藩は5万石となった。寛文12年（1672年）10月、赤穂に初めて入り藩政を執り始めたが、延宝3年（1675年）正月26日、33歳で早世した。墓所は赤穂市の花岳寺。
跡は赤穂事件で知られる長男の長矩が、9歳で継いだ。

## 系譜
- 父：浅野長直（1610-1672）
- 母：陸奥国二本松藩主丹羽長重の娘
- 正室：内藤波知（?-1673） - 戒珠院殿理庵栄智大姉、志摩国鳥羽藩主内藤忠政の娘
  - 長男：浅野長矩（1667-1701）
  - 次男：浅野長広（1670-1734） - 浅野長矩の養子

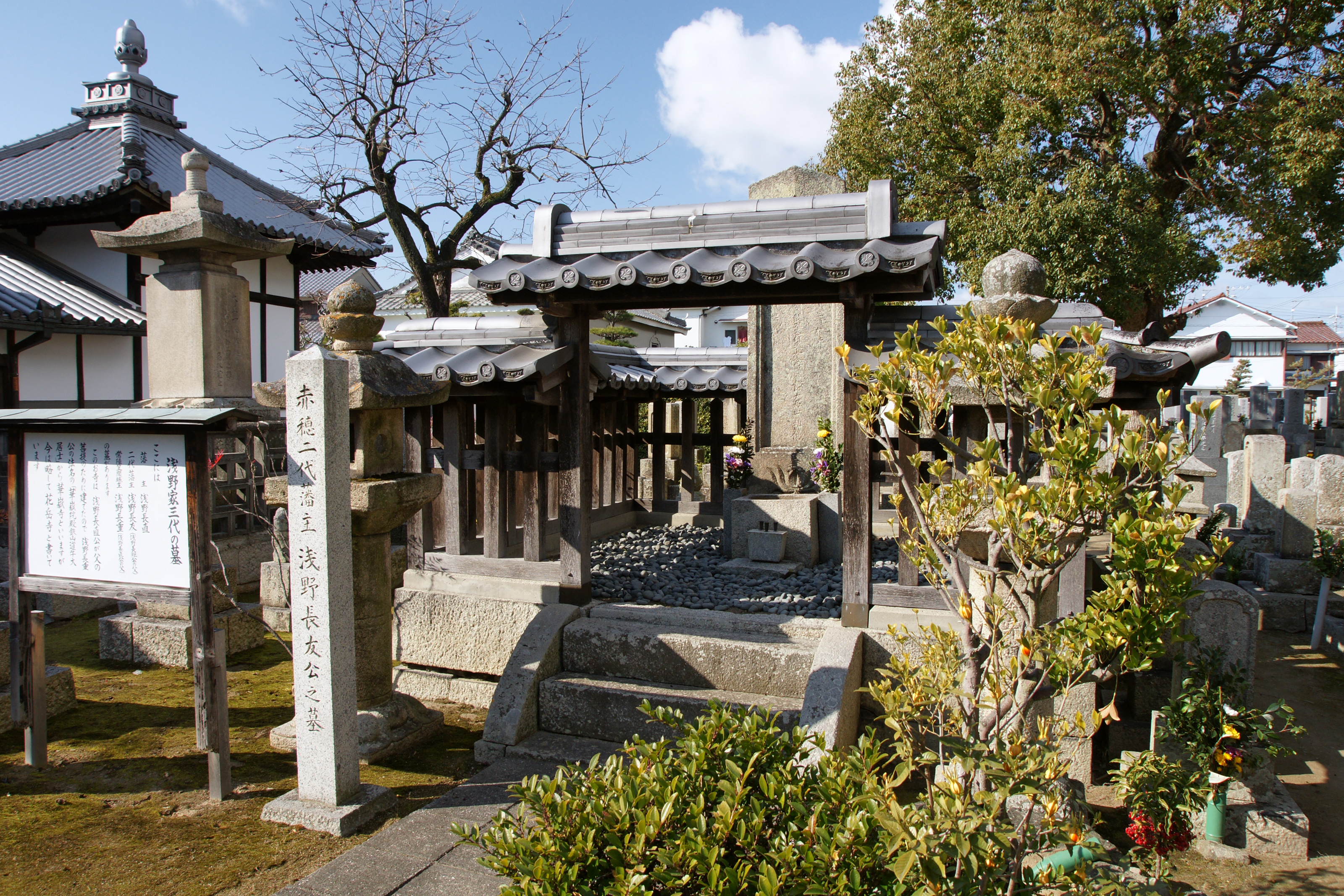
浅野長友之墓（花岳寺）